# Хохдорфская гробница
Гробница вождя в Хохдорфе — богатое кельтское захоронение, датируемое около 530 г. до н. э. Обнаружено археологом-любителем в 1977 г. близ селения Хохдорф-ан-дер-Энц в муниципалитете Эбердинген, федеральная земля Баден-Вюртемберг, Германия). К тому времени курган от первоначальной высоты (6 м) и диаметра (60 м) в результате природной эрозии и сельскохозяйственной деятельности «сморщился» до высоты примерно 1 метра.
Мужчина возрастом около 40 лет, ростом 178 см, был уложен на бронзовое ложе длиной 275 см. Судя по найденным в погребальной камере золотым украшениям этот человек, вероятно, был кельтским вождём. Он был погребён с золотой шейной гривной на щеке, браслетом на правой руке, в шляпе из бересты, одет в богатые одежды, имел два золотых кинжала с лезвиями из железа и бронзы, янтарные украшения. Особенно примечательны тонкие золотые пластины с орнаментом, сохранившиеся на его практически разложившейся обуви. У ног ложа стоял большой котёл, украшенный изображением трёх львов вокруг кромки. При погребении котёл был заполнен 400 литрами мёда. В восточной части гробницы находилась четырёхколёсная повозка с набором бронзовой посуды и рогов для питья, достаточной для 9 человек.
После изучения могилы, курган был заново реконструирован к своей первоначальной высоте. Рядом с курганом был построен музей, при строительстве которого были обнаружены следы древней кельтской деревни, к которой, вероятно, принадлежал вождь. Постоянная экспозиция музея включает в себя оригинальный скелет князя, украшения и предметы, найденные в погребальной камере, а также документальные фильмы об открытии могилы и периоде раскопок.

## Галерея

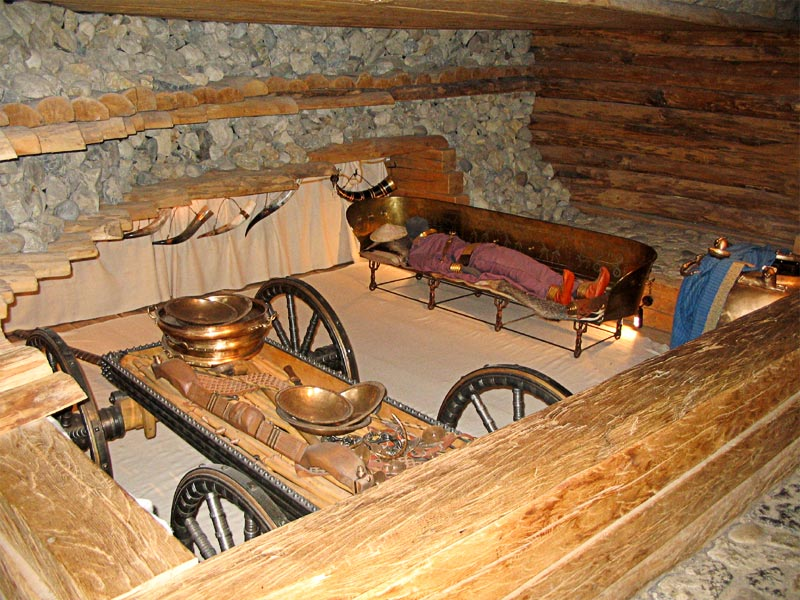
Реконструкция кельтской гробницы в музее
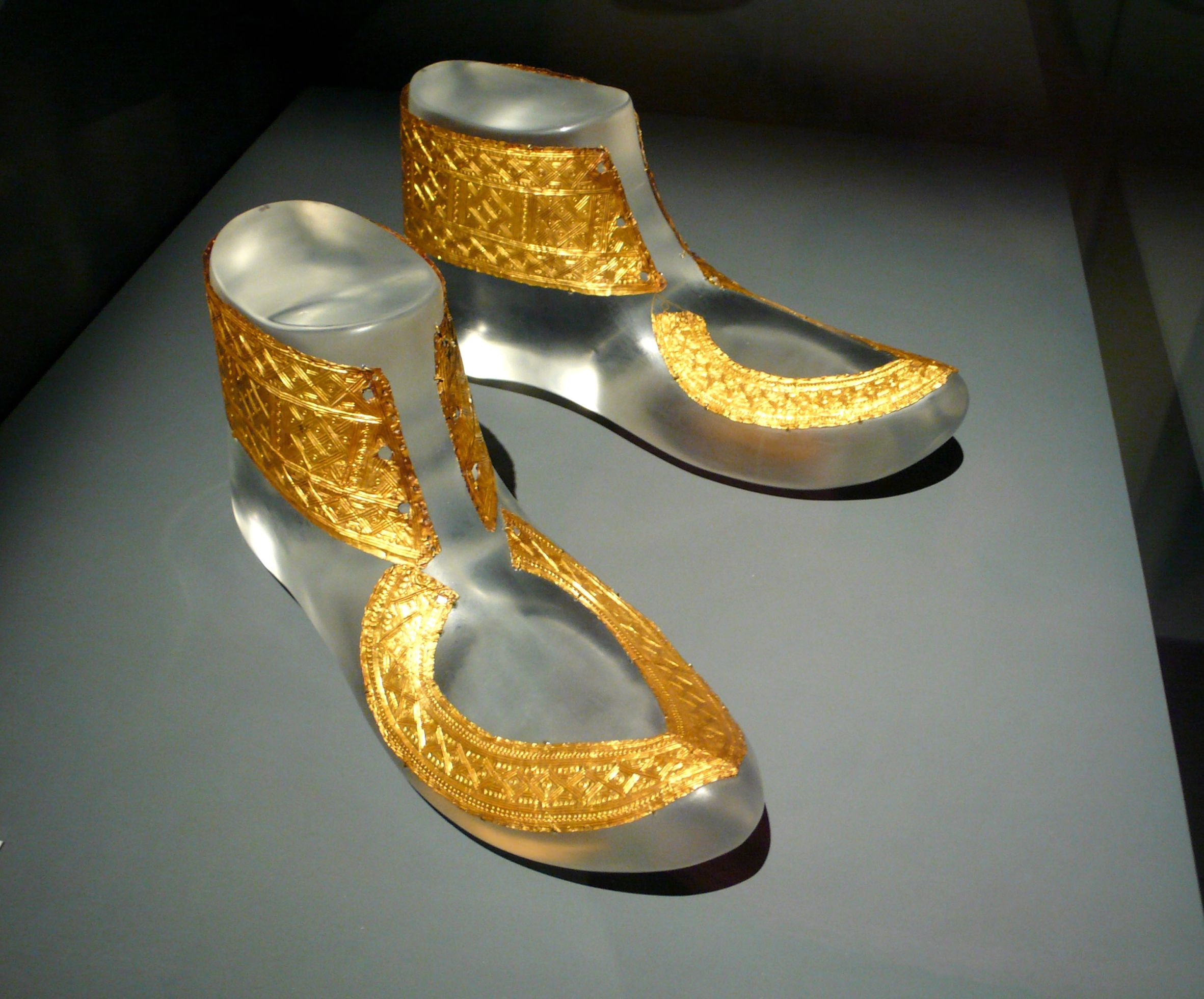
Гробница вождя, золотой орнамент на обуви
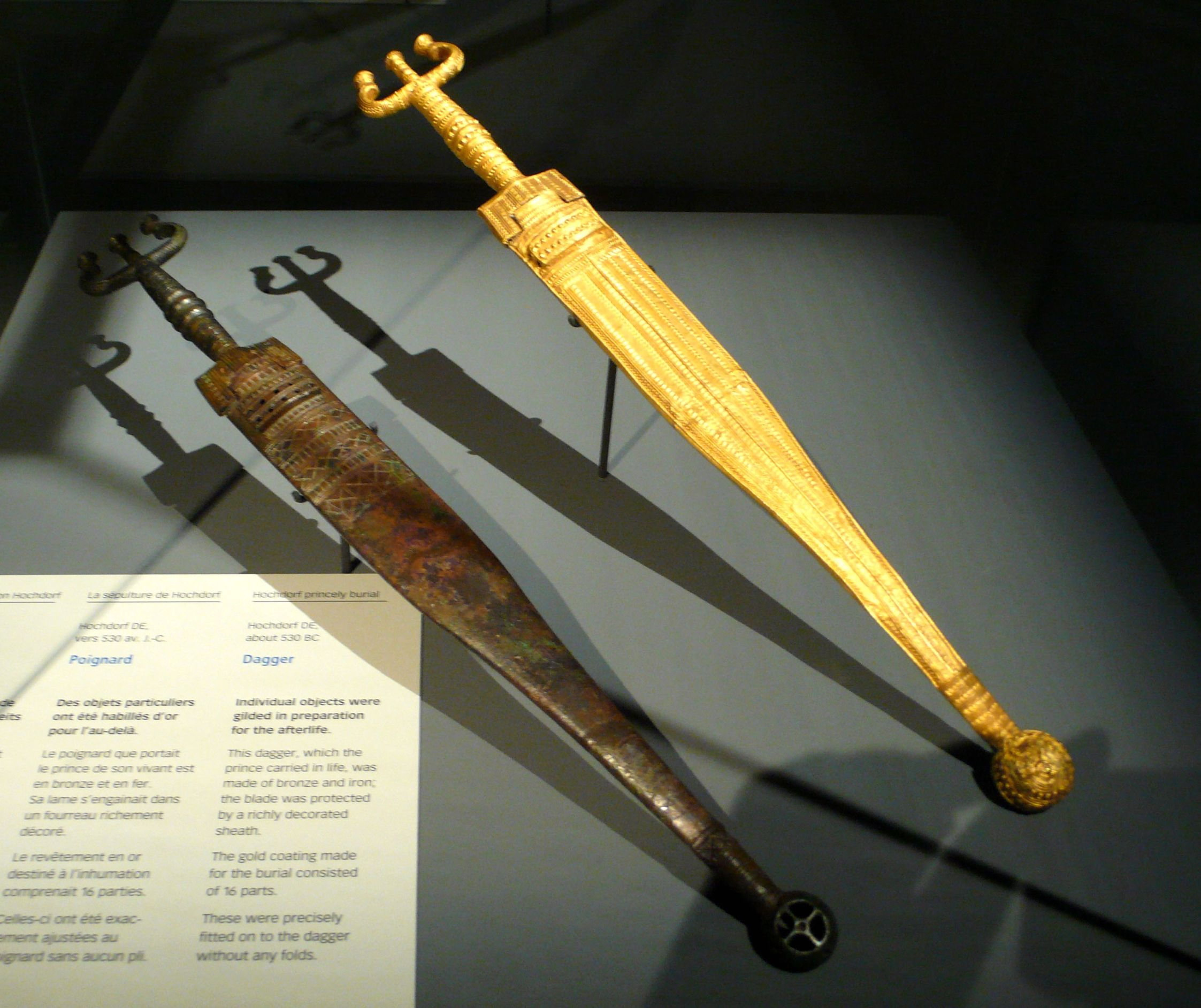
Кинжал, покрытый золотой фольгой
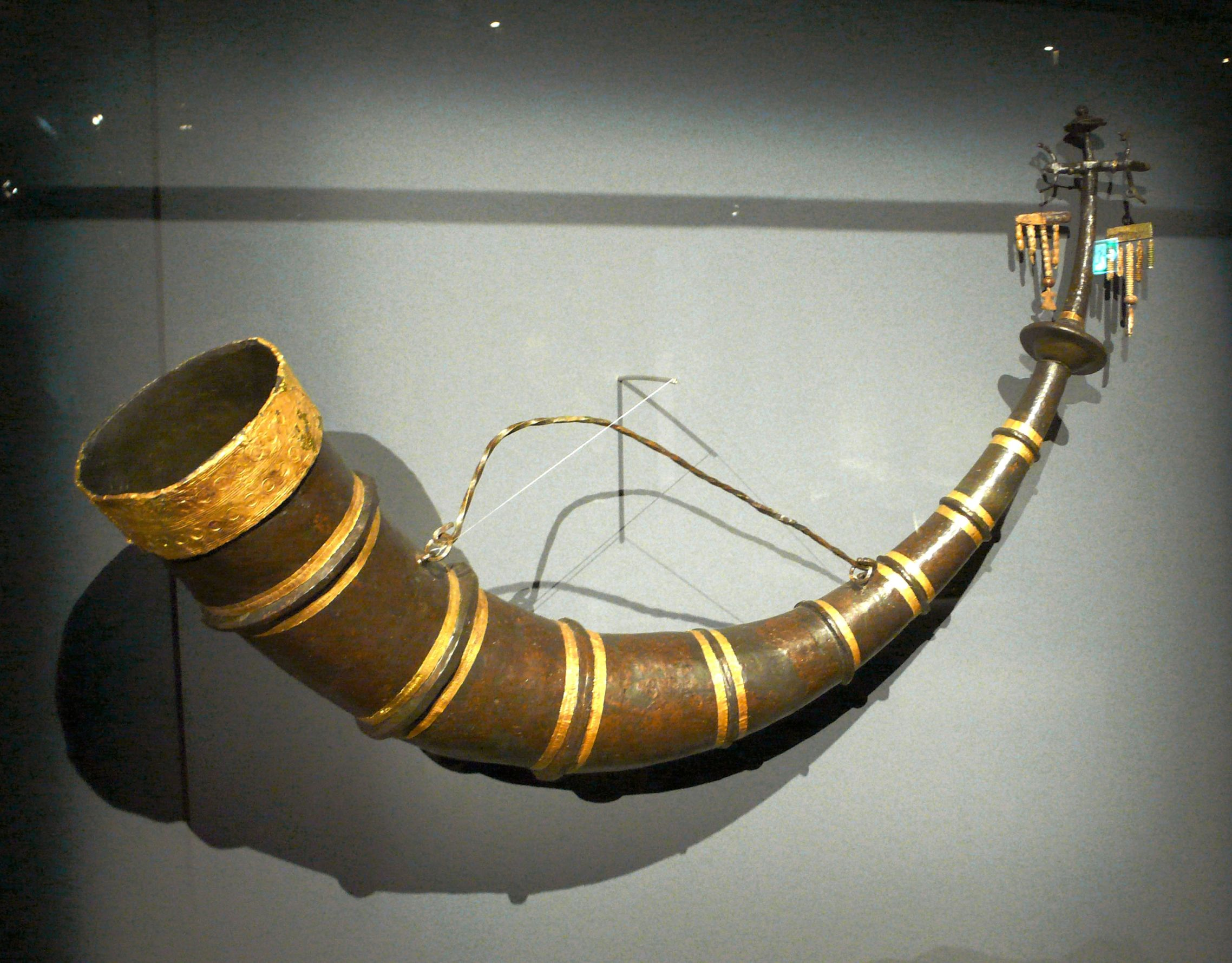
Рог для питья